# Juno Awards 2001
I Juno Awards 2001 si sono tenuti a Hamilton il 3 e 4 marzo 2001.

## Categorie
Lista parziale (sono incluse le categorie più importanti). In grassetto sono indicati i vincitori.

### Miglior artista femminile
- Jann Arden
- Isabelle Boulay
- Terri Clark
- Lara Fabian
- Lynda Lemay

### Miglior artista maschile
- Neil Young
- Nicola Ciccone
- Jesse Cook
- Sylvain Cossette
- Snow

### Miglior nuovo artista solista
- Nelly Furtado
- Jason Englishman
- Adam Gregory
- Sarah Harmer
- Amanda Stott

### Miglior gruppo
- Barenaked Ladies
- Blue Rodeo
- The Moffatts
- soulDecision
- The Tragically Hip

### Miglior nuovo gruppo
- Nickelback
- b4-4
- Kittie
- Sum 41
- Templar

### Miglior album
- Barenaked Ladies - Maroon
- Matthew Good Band - Beautiful Midnight
- The Tragically Hip - Music @ Work
- soulDecision - No One Does It Better
- Our Lady Peace - Happiness... Is Not a Fish That You Can Catch

### Miglior album di musica alternative
- The New Pornographers - Mass Romantic
- Kid Koala - Carpal Tunnel Syndrome
- Ramasutra - The East Infection
- The Weakerthans - Left and Leaving
- King Cobb Steelie - Mayday

### Miglior album pop
- Barenaked Ladies - Maroon
- Snow - Mind on the Moon
- The Moffatts - Submodalities
- Nelly Furtado - Whoa, Nelly!
- Sarah Harmer - You Were Here

### Miglior album rock
- The Tragically Hip - Music @ Work
- 54-40 - Casual Viewin'
- Finger Eleven - The Greyest of Blue Skies
- Wide Mouth Mason - Stew
- Treble Charger - Wide Awake Bored

### Miglior singolo
- Nelly Furtado - I'm Like a Bird
- Treble Charger - American Psycho
- Jacksoul - Can't Stop
- soulDecision - Faded
- Barenaked Ladies - Pinch Me